# آریل کوزونی
آریل کوزونی (انگلیسی: Ariel Cozzoni؛ زادهٔ ۲۱ ژانویهٔ ۱۹۶۴) بازیکن فوتبال اهل آرژانتین است.
از باشگاه‌هایی که در آن بازی کرده‌است می‌توان به باشگاه فوتبال نیس، باشگاه فوتبال نیولز اولد بویز، و باشگاه فوتبال بانفیلد اشاره کرد.